# Plow-Her Walking
Plow-Her Walking è un film pornografico del 2019, diretto da Brazzers.

## Riconoscimenti
Best Sex Scene - Comedy